# 伯多祿局長街
伯多祿局長街（或白馬行、白馬行街；古稱醫院街），是位於澳門的古老街道，西接板樟堂街，東至水坑尾街。長235米。乃澳門第一條水泥馬路。現在白馬行街的正式名稱為伯多祿局長街，但現今很多澳門市民仍使用此街的舊稱白馬行。

## 沿革
此條長235米的白馬行街已有逾160年的悠久歷史。昔日由於其東端有一所聖辣非醫院，故起初稱為醫院街。但華人居民則認為醫院是不祥之物，醫院街的稱呼很不合適。而當時此街道的渣甸洋行專營一種叫白馬牌的威士忌，並豎起白馬標誌，居民遂把街稱為白馬行。1869年7月，昔日的政府正式公佈該街為白馬行街。其後到1942年6月，議事公局為紀念曾任議事公局局長的伯多祿(Pedro Nolasco da Silva)誕生100周年，便將白馬行街改名為伯多祿局長街。